# Góra Źródlana
Die Góra Źródlana (deutsch Quellberg) ist mit 22,5 m n.p.m. die höchste Erhebung der Wyspa Portowa (übersetzt Hafeninsel) in der Woiwodschaft Pommern in Polen. Die durch Bewuchs befestigte Düne liegt westlich des Weichseldurchbruchs auf der Danziger Nehrung. Im Süden erstreckt sich der Ort Górki Zachodnie (seit 1840 Westlich Neufähr) im Danziger Stadtbezirk Krakowiec-Górki Zachodnie.
Auf dem Quellberg wurde 1876 die Batterie „Nummer Zwei“, die die Mündung des Weichseldurchbruchs verteidigen sollte, errichtet. Die Anlage war mit vier Feldgeschützen vom Kaliber 90 mm ausgerüstet. Neben dem Fort Neufähr (Fort Płonia oder Fort Płonia Wielka) auf der Plehnendorfer Seite der Toten Weichsel bestanden seeseitig elf weitere Batterien der Festung Danzig. Nach Bunkerstellungen des Ersten Weltkriegs wurde 1952 westlich der Weichselmündung ein Beobachtungspunkt mit einem 15 Meter hohen Turm der 25. Ständigen Artilleriebatterie errichtet, der bis in die 1970er Jahre in Betrieb war.